# Henri Dupuy de Lôme
Stanislas Charles Henri Dupuy de Lôme (født 15. oktober 1816, død 1. februar 1885) var en fransk skibskonstruktør. Han var søn af en søofficer og blev født i Ploemeur, nær ved Lorient i Bretagne. Han fik sin ingeniøruddannelse på École Polytechnique og skibsingeniør-akademiet École des ingénieurs-constructeurs des vaisseaux royaux i Paris. I årene mellem 1840 og 1870 var han en særdeles aktiv konstuktør.
Efter endt uddannelse tog han til England omkring 1842, for at få et dybtgående kendskab til konstruktion af jernskibe og til de metoder, der skulle bruges for at styre dampdrevne skibe. Han samlede sin viden i en rapport om byggeri af jernskibe, der blev udgivet med titlen Mémoire sur la construction des bâtiments en Fer i 1844.

## Det første dampdrevne linjeskib
Efter tilbagekomsten fra England blev Dupuy de Lôme ansat på flådeværftet i Toulon. På det tidspunkt var hjuldampere de eneste dampskibe i den franske flåde, og der var stor modstand mod at bruge dampmaskineri i egentlige krigsskibe. Man anså de skrøbelige skovlhjul for uegnede til større krigsskibe, også fordi deres placering midt på skibssiden stjal plads fra kanonerne i bredsiden. Skibsskruen havde endnu ikke bevist sit værd, og under alle omstændigheder så man dampmaskinen og dens skorsten som noget, der ville begrænse skibenes sejlareal.
Dupuy de Lôme havde med stor opmærksomhed fulgt med i bygningen dampskibet Great Britain i Bristol. Dette skib blev søsat i 1843 som det hidtil største, bygget af jern og med dampmaskineri og skrue. Han blev overbevist om, at fremtidens linjeskibe skulle være dampdrevne med skrue. I 1845 sendte han en rapport til marineministeren, hvori han foreslog, at der blev bygget en skruedrevet fregat af jern, forsynet med et kraftigt jernpanser langs skibssiden. Alene denne rapport er nok til at sikre hans ry som en af tidens ledende skibskonstruktører. Det foreslåede skib blev først bygget mange år senere, men rapporten tegner et klart billede af det, der senere blev panserskibet.
Hans kampagne for skruedrevne skibe førte til, at han i 1847 fik ansvaret for at bygge linjeskibet Napoléon, der blev søsat i 1850. Hermed blev han ansvarlig for et linjeskib, der både var det første dampdrevne og det første skruedrevne. Skibet havde en længde på 77.8 m, en bredde på 17 m og et deplacement på 5.000 tons, med kanonerne fordelt på to dæk. Napoléon gennemførte sin prøvesejlads i 1852 og nåede op på næsten 14 knob. I England vakte det berettiget opsigt og allerede i 1851 ombyggede briterne linjeskibet Sans Pareil til dampdrift, og snart var der et intenst kapløb i gang mellem de to nationer i produktionen af damplinjeskibe.

## Det første panserskib
Udviklingen i artilleriet havde gjort Dupuy de Lômes revolutionerende ideer om pansring endnu mere aktuelle. I stedet for at bruge jernskrog havde han fundet en metode til at kombinere et træskrog med panser og dermed udvikle en helt ny skibstype. I 1857 blev han forfremmet til den højeste post i marinens skibsbygningsafdeling, Directeur du Matériel, og samme år blev der givet grønt lys til at bygge det første panserskib efter hans opskrift. Det nye skib blev køllagt i Toulon i 1858, og da det blev søsat i 1859 måtte Royal Navy endnu en gang erkende, at de var blevet hentet med en omgang. På ny frygtede man i England at miste sin overlegenhed til søs, og et nyt flådekapløb begyndte.
På fransk side var det Dupuy de Lôme, der fortsatte med at levere design til skibene. Blandt hans følgende skibe var Magenta og Solferino, der blev de første panserskibe med to kanondæk og de første med vædderstævn. Tanken om at anvende vædderstævnen som primært våben, realiserede han første gang i kystpanserskibet Taureau (søsat 1865).
I sine tegninger til La Gloire fulgte Dupuy de Lôme et princip om at genbruge vellykkede skrogformer og dimensioner, og kun ændre det, der var absolut nødvendigt. Skrogformen i La Gloire lå meget tæt på Napoléon for så vidt angik den del, der var under vand, men over vandlinjen var der kun ét kanondæk i stedet for to. Den sparede vægt - og lidt til - blev brugt til pansringen. I hele sin embedsperiode holdt Dupuy de Lôme fast i dette princip, samtidig med at han tilpassede sine skibe til de voksende krav om tykkere panser, kraftigere kanoner og højere fart. Det er værd at bemærke, at på trods af sin tidlige entusiasme for jernskibe, holdt han fast i at bygge langt de fleste af sine skibe af træ.
I de lidt mindre kystpanserskibe var man i USA og England begyndt at anbringe kanonerne i drejetårne. Dupuy de Lôme udviklede sin egen version, første gang anvendt i Cerbère, der blev søsat i 1868.. I de større panseskibe anså man i begyndelsen tårnene for at være alt for tunge til at anbringe ved skibssiderne, så for at sikre et næsten tilsvarende skudfelt, udviklede Dupuy de Lôme ideen om at anbringe kanonerne i en lav, pansret cylinder, kaldet en barbette. Det først prøvet i Alma-klassen (søsat 1867-68) og derefter i den noget større Océan klasse.
I 1861 fik han ansvaret for hele marinens materielanskaffelse med posten som inspecteur général du matériel de la Marine, men i 1869 forlod han marinen.

## Civil karriere
Dupuy de Lômes ven Armand Behic overtalte ham i 1869 til at begynde en karriere i civil skibsfart som vicedirektør i rederiet Messageries Impériales, der efter kejserdømmets fald blev til Messageries maritimes. Her, og i værftet Forges et Chantiers de la Méditerranée lagde Dupuy de Lôme de næste 16 år sin arbejdsindsats, og begge virksomheder blomstrede.
I 1869-1870 repræsenterede han sin fødeegn, departementet Morbihan i den lovgivende forsamling, og i 1877 blev han udpeget som livsvarigt medlem af det franske senat.
Han fik adskillige æresbevisninger, og blev ridder af æreslegionen i 1845, kommandør af samme i 1858 og storofficer i 1863. I 1866 blev han optaget i det franske videnskabelige akademi.
Da Paris kom under belejring i den fransk-tyske krig gik han i gang med at konstruere en styrbar ballon, men den blev først færdig i 1872, efter krigens afslutning.
I sine sidste år arbejdede han med et projekt til en elektrisk drevet undervandsbåd, og hans planer blev ført videre af vennen Gustave Zédé, der byggede verdens første elektriske undervandsbåd, Gymnote. En hårdnakket litterær anekdote vil vide, at Jules Verne i 1869 søgte råd hos Zédé og De Lôme, da han arbejdede på En verdensomsejling under havet.

## Eftermæle
Dupuy de Lôme var en central drivkraft i den franske flådes teknologiske fornyelse, og han var dermed medvirkende til at fastholde flådens position som den næststærkeste i verden. Hans initiativer gjorde Frankrig til et foregangsland til søs i hans aktive år. Han døde i Paris 1. ferbuar 1885, og i en af de engelsksprogede nekrologer hed det: "Man kan stille det spørgsmål, om der nogensinde har været en konstruktør, der har ydet større indsats for nogen flåde i noget land ...".
Tre franske krigsskibe er blevet opkaldt efter Dupuy de Lôme:
- Panserkrydseren Dupuy de Lôme, søsat i Brest 1887, og designet som en hurtig krydser til nedkæmpning af handelsskibe, jævnfør tankerne fra Jeune École.
- Undervandsbåden Dupuy de Lôme, søsat 1915.
- Efterretningsskibet Dupuy de Lôme (A759), søsat i 2004.